# Győry Miklós (tanító)
Győry Miklós (Szemere, 1826. április 30. – Szend, 1888. február 29.) református tanító.

## Élete
Győry István jómódú köznemesnek, aki Sárbogárdról származott, és Fejes Sára fia. Tanulmányait Pápán kezdte és Kecskeméten folytatta, ahol elvégezvén a teológiát a lelkészi vizsgán megbukott. (Ezen alkalomból elkeseredetten citálta a Bibliából: "Miért nincs kezem ügyében egy szamár állkapczája, melylyel agyonverhetném a filiszteusokat", t. i. censorait.) Komáromban kapott tanítói állást; itt érte az 1848. évi szabadságharc és beállott honvédnek a 37. zászlóaljhoz. Martiális alakja megtetszett és azonnal zászlótartónak tették, azonban az első csatában (1849. január 13. Nyárasd előtt) az ágyútűzhöz még nem szokott zászlóaljat szétrebbentette a golyó, Győry pedig zászlóstól a muníciós kocsi alá bújt; ezen bátortalansága miatt aztán elvették tőle a zászlót és élelmezési őrmester maradt. A többiekkel Komáromban ő is kapitulált és lévita lett Környén (Komárom megye). 1865-től sok helyen volt; azonban kötekedő természete miatt mindegyik helyét el kellett hagynia. Peregrinált. Utolsó éveiben Komáromban volt ismét tanító; itt sem tűrték, áthelyezték Ógyallára; végül a tatai református egyházmegye újra kebelébe fogadta és 1880. augusztus 30-tól Szenden (Komárom megye) alkalmazta tanítónak, ahol 1888. február 29-én meghalt.
Minthogy igen kalandos élete volt, sok adoma kering róla; a Győri Mikéről szólók a humorisztikus lapokban, naptárakban, Beőthy László munkáiban és egyebütt mind reá vonatkoznak. Igen jó szívű volt; szüleit, különösen anyját véghetetlenül szerette. Mikor hivatal nélkül bolyongott (írja róla Varga S. lelkész) Szemerén, kijárt még éjjel is édesanyja sírjához és ott hangosan zokogott. Irodalmi munkát ugyan nem hagyott maga után, de jeles ötleteiért, mondásaiért és tetteiért, melyek mások följegyzése után maradtak fenn irodalmunkban, Szinnyei József fölvette őt is a magyar írók közé.